# 21 april
21 april is de 111e dag van het jaar (112e dag in een schrikkeljaar) in de gregoriaanse kalender. Hierna volgen nog 254 dagen tot het einde van het jaar.

## Gebeurtenissen
- Algemeen
  - 753 v.Chr. - De dag waarop Rome gesticht werd door Romulus volgens Varro Reatinus (116 - 27 v.Chr.).
  - 1944 - Vrouwen in Frankrijk krijgen stemrecht.
  - 1960 - Brasilia wordt officieel de hoofdstad van Brazilië.
  - 1961 - De Nederlander Dirk Stikker wordt de nieuwe secretaris-generaal van de NAVO.
  - 1980 - Een zware noordwesterstorm richt voor miljoenen guldens schade aan op de Nederlandse kust.
  - 2010 - Somalische zeerovers vallen bij vergissing een Frans marineschip aan. Zes piraten worden door de bemanning van de 3800 ton metende La Somme ingerekend.
  - 2012 - Tussen station Amsterdam Centraal en Sloterdijk botsen twee treinen frontaal op elkaar. Er vallen zeker 136 gewonden en één dode.
  - 2019 - Bij een reeks bomaanslagen op onder meer drie katholieke kerken en drie luxe hotels in Sri Lanka vallen meer dan driehonderd doden waaronder drie Nederlanders en honderden gewonden.
- Infrastructuur
  - 1956 - De autosnelweg Brussel-Oostende (A10) wordt ingehuldigd door Koning Boudewijn.
- Media
  - 1976 - Eerste televisie-uitzending van Veronica, onder andere met Starsky and Hutch.[1]
  - 1986 - De Amerikaanse televisiejournalist Geraldo Rivera opent live op tv voor de ogen van een miljoenenpubliek de "geheime" kluis van Al Capone.
  - 2006 - De omroep Talpa zendt de laatste aflevering van Barend & Van Dorp uit.
- Muziek
  - 1983 - De Wageningse band Toontje Lager ontvangt een Gouden Harp.[1]
- Oorlog
  - 1836 - De Republiek Texas boekt een overwinning op Mexico in de Slag bij San Jacinto. Antonio López de Santa Anna wordt gevangengenomen.
  - 1918 - De Duitse jachtdriedekker van Manfred von Richthofen (de Rode baron) wordt neergeschoten, waarbij hij om het leven komt.
  - 2017 - Meer dan 140 Afghaanse militairen worden gedood bij een aanval van de Taliban op een basis van het regeringsleger in de noordelijke provincie Balkh.
- Politiek
  - 1967 - Staatsgreep door militairen onder leiding van kolonel Georgios Papadopoulos in Griekenland, koning Constantijn II gaat in Italië in ballingschap, begin kolonelsregime.
  - 1971 - Dictator van Haïti François Duvalier, 'Papa Doc', wordt na zijn overlijden opgevolgd door zijn zoon Jean-Claude Duvalier, 'Baby Doc'.
  - 1988 - Een Portugese boer vindt naast een weg op dertig kilometer van Lissabon het lijk van Evo Fernandez, de voormalige secretaris-generaal van de Mozambikaanse verzetsbeweging RENAMO.
  - 1993 - Het regime van president Idriss Déby in Tsjaad maakt zich op grote schaal schuldig aan mensenrechtenschendingen, stelt Amnesty International.
  - 1999 - Turkse aanklagers eisen de doodstraf tegen de Turks-Koerdische leider Abdullah Öcalan wegens verraad en moord.
  - 2012 - In Nederland mislukken onderhandelingen over een nieuwe bezuinigingsronde, het zogenaamde Catshuisoverleg 2012. Het CDA, VVD en de PVV worden het niet eens over miljardenbezuinigingen. Naar aanleiding van dit mislukken geeft Geert Wilders aan dat de PVV geen gedoogpartner meer zal zijn van het kabinet.
  - 2015 - Het Zuid-Afrikaanse leger wordt ingezet om het xenofobische geweld in met name hoofdstad Johannesburg te beteugelen.
  - 2017 - Joris Bengevoord wordt geïnstalleerd als burgemeester van Winterswijk en is daarmee op 32-jarige leeftijd de jongste burgemeester van Nederland.
  - 2019 - De komiek Volodymyr Zelensky wordt gekozen als de nieuwe president van Oekraïne. Hij volgt Petro Porosjenko op.
- Religie
  - 1863 - Stichting van het Bahá'í-geloof (dag van Ridván).
  - 1957 - Encycliek Fidei Donum van Paus Pius XII over de toestand van de katholieke missie (vooral in Afrika).
  - 1964 - Benoeming van de Nederlander Paul Verschuren tot bisschop-coadjutor met recht van opvolging van Helsinki (Finland).
  - 2025 - Paus Franciscus overleed op 88 jarige leeftijd.
- Sport
  - 1921 - Oprichting van de Italiaanse voetbalclub AC Pistoiese.
  - 1937 - Oprichting van de Chileense voetbalclub Club Deportivo Universidad Católica.
  - 1940 - Oprichting van de Italiaanse voetbalclub AC Cesena.
  - 1940 - Het Nederlands voetbalelftal speelt tegen België. Het is de laatste interlandwedstrijd onder leiding van Bob Glendenning. Langer dan de Engelse trainer hield niemand het bij de nationale ploeg uit: op 2 november 1924 debuteerde hij.
  - 1943 - Oprichting van de Franse voetbalclub FC Nantes.
  - 1948 - Oprichting van de Poolse voetbalclub Pogoń Szczecin.
  - 1984 - Jacques Hanegraaf wint de negentiende editie van Nederlands enige wielerklassieker, de Amstel Gold Race.
  - 1990 - Adrie van der Poel wint de 25ste editie van Nederlands enige wielerklassieker, de Amstel Gold Race.
  - 1994 - Daniel Amokachi van Club Brugge wint voor de tweede keer de Ebbenhouten Schoen als beste voetballer van Afrikaanse afkomst in de Belgische Jupiler Pro League.
  - 2003 - De hockeysters van HC Rotterdam winnen op eigen terrein de Europacup II door in de finale het Russische Sintez Dzerjinsk met 5-2 te verslaan. In Spanje winnen de mannen van Amsterdam eveneens de Europacup II, ten koste van het Duitse Der Club an der Alster.
  - 2017 - De Nederlandse Sanne van Dijke grijpt de titel bij de EK judo in de klasse tot zeventig kilogram.
  - 2019 - Mathieu van der Poel wint de 54ste editie van Nederlands enige wielerklassieker, de Amstel Gold Race.
  - 2023 - Voetbalclub PEC Zwolle stelt promotie naar de Eredivisie veilig door een gelijkspel tegen Almere City FC en keert daarmee na 1 seizoen weer terug op het hoogste niveau.[2]
  - 2024 - Feyenoord wint de KNVB Beker door in de finale te winnen van N.E.C..
  - 2025 - Go Ahead Eagles wint de finale van in de strijd om de KNVB Beker door na strafschoppen te winnen van AZ Alkmaar. Dat is de eerste grote prijs in de geschiedenis van de club uit Deventer.
- Wetenschap en technologie
  - 1935 - Inhuldiging van het beeldtelegramsysteem belinogram tussen Brussel en Parijs.
  - 1994 - De eerste ontdekking van een exoplaneet, bekendgemaakt door astronoom Aleksander Wolszczan.
  - 1997 - Met een Pegasus raket worden stoffelijke resten van 24 personen onder wie Gene Roddenberry en Timothy Leary gelanceerd in opdracht van het bedrijf Celestis. Hiermee is de eerste ruimteuitvaart een feit.[3]
  - 2011 - De Soechoj Superjet 100, het eerste passagiersvliegtuig dat van begin tot einde in het Rusland van na de Sovjet-Unie ontwikkeld is, voert zijn eerste commerciële vlucht uit.
  - 2024 - Lancering met een Lange Mars 2D raket van China Aerospace Science Corporation (CASC) vanaf lanceerbasis Xichang LC-3 van de Yaogan 42-02 missie met een Chinese militaire remote sensing spionagesatelliet.[4]

## Geboren

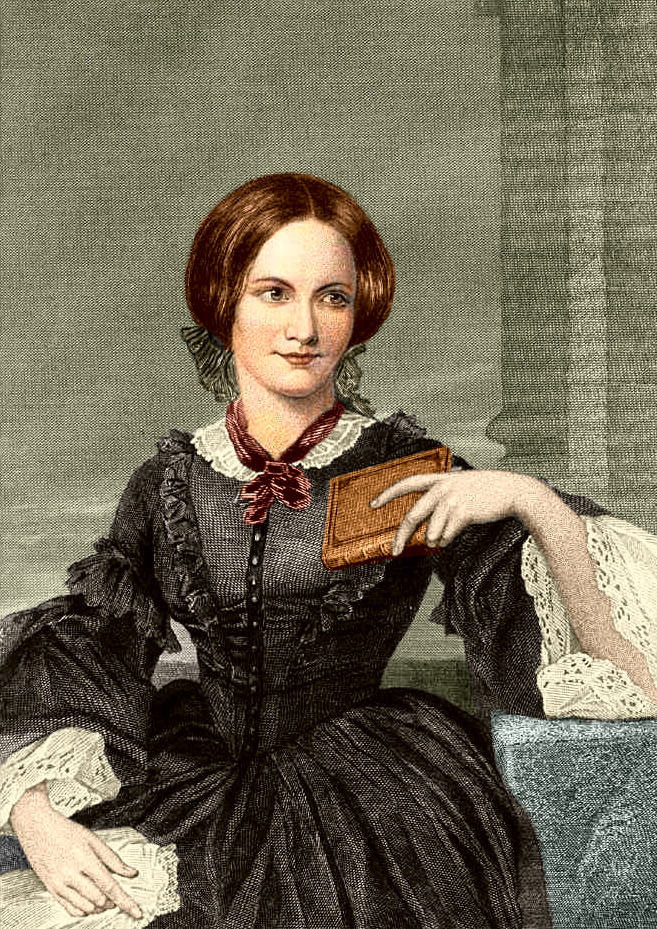
Charlotte Brontë
geboren in 1816

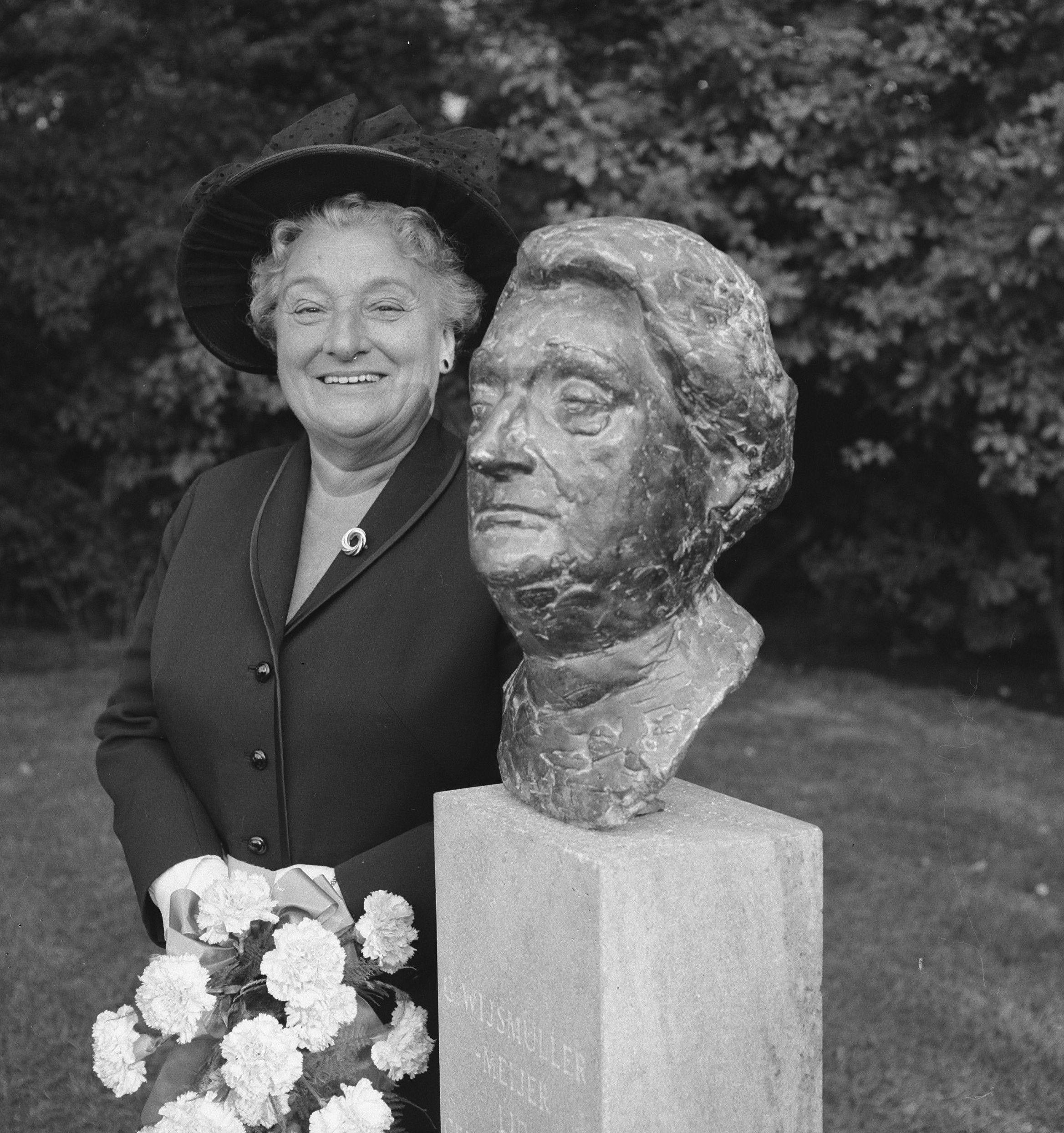
Truus Wijsmuller-Meijer
geboren in 1896

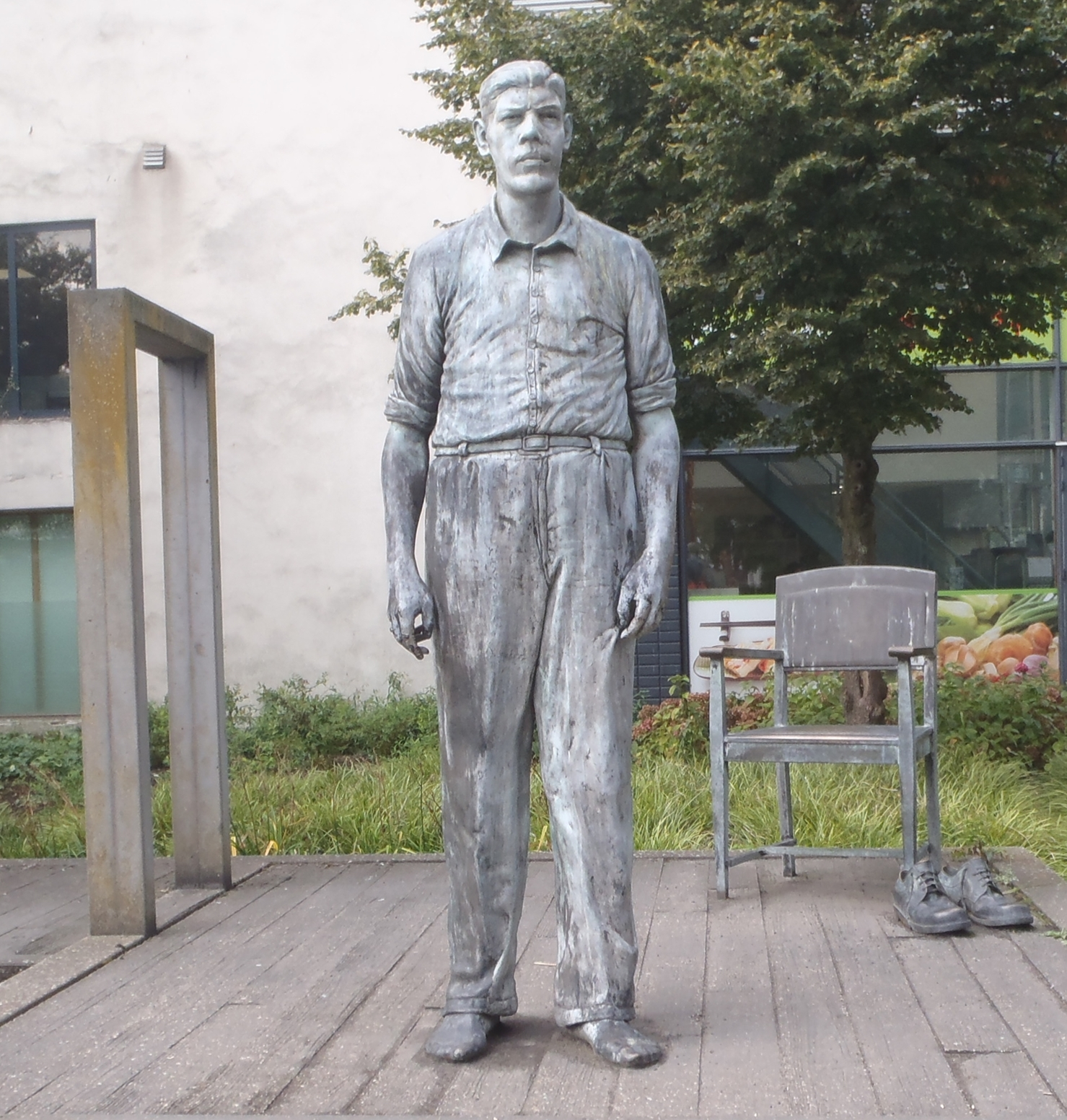
Rigardus Rijnhout
geboren in 1922

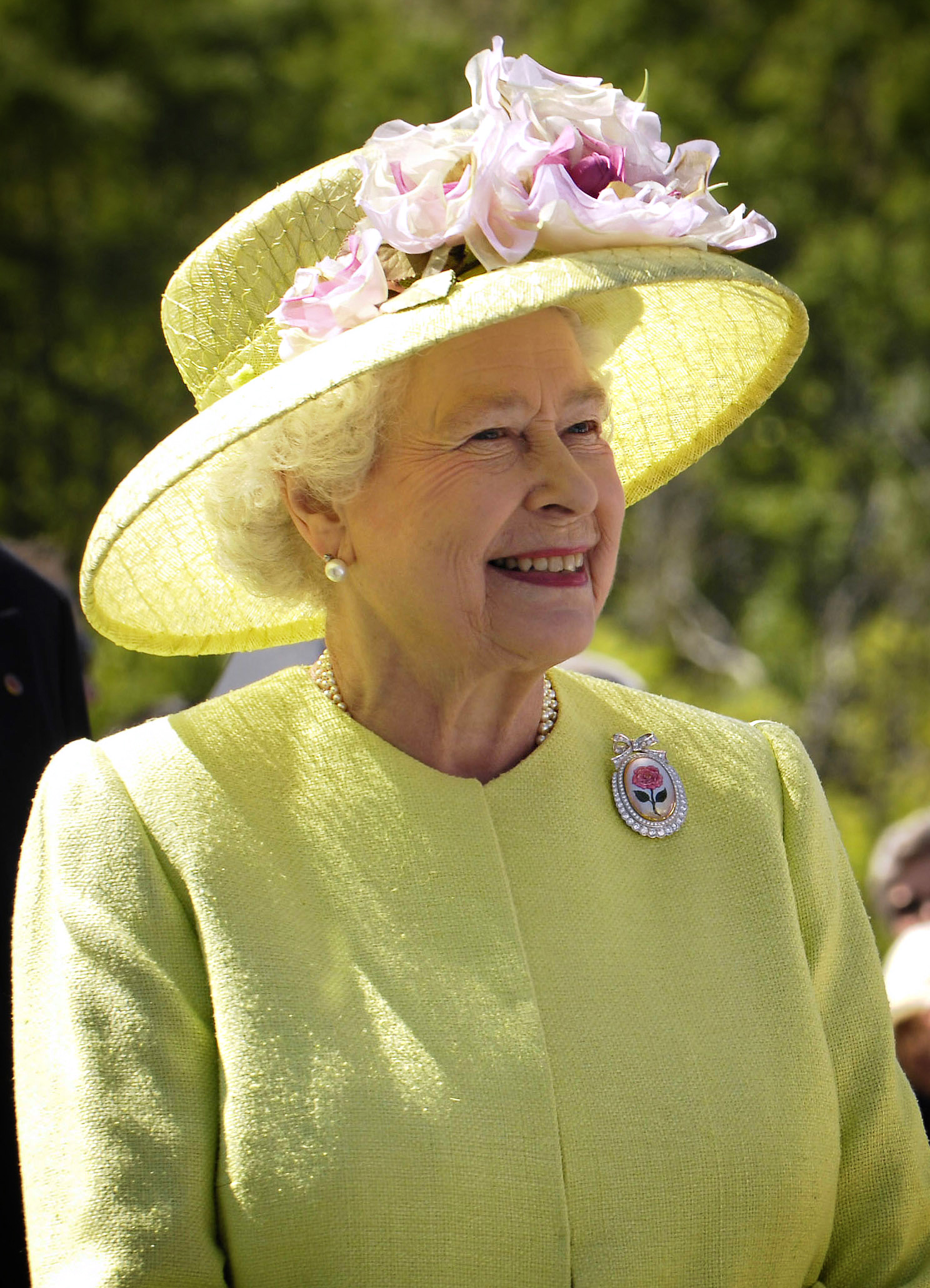
Elizabeth II
geboren in 1926

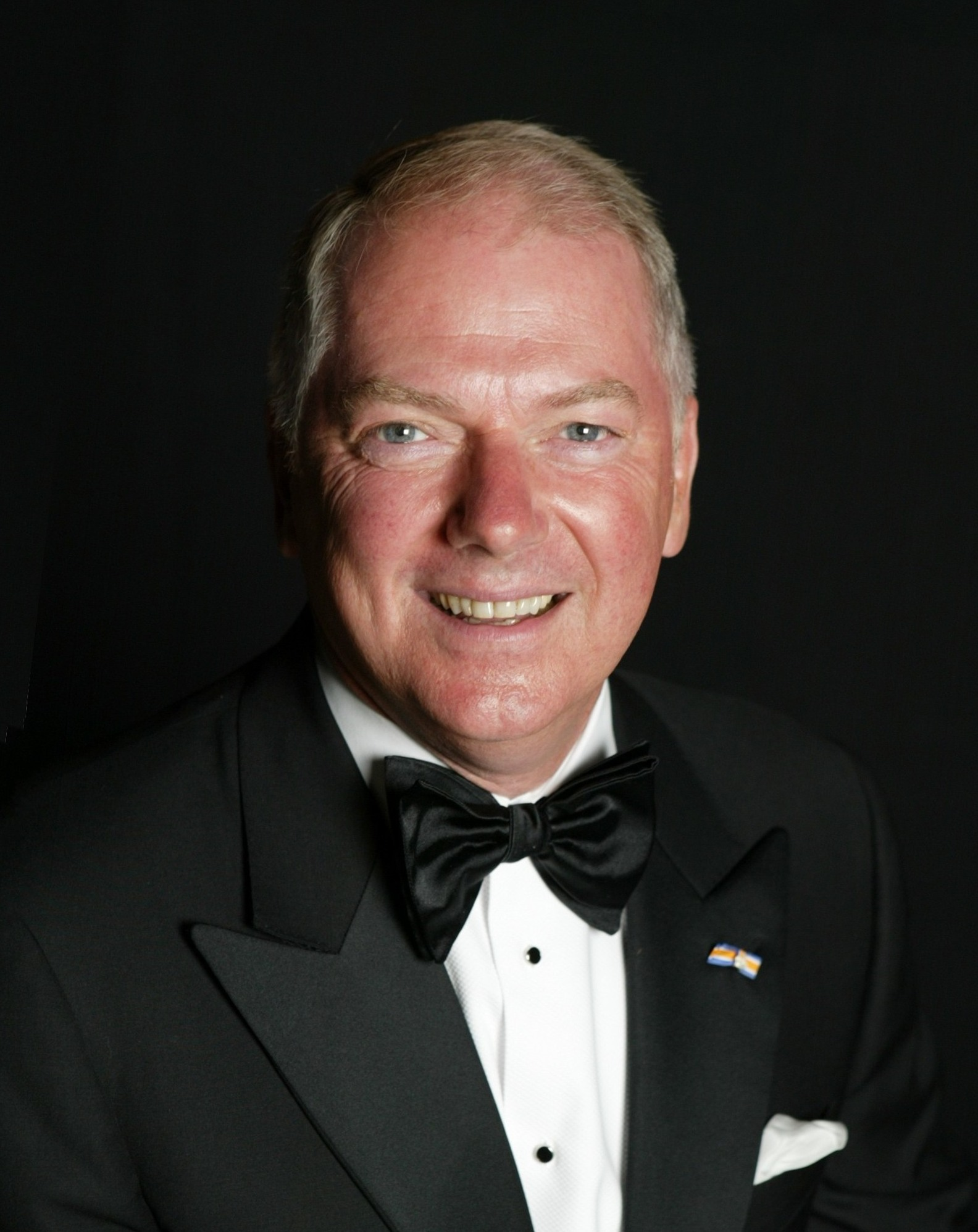
Ronnie Tober
geboren in 1945

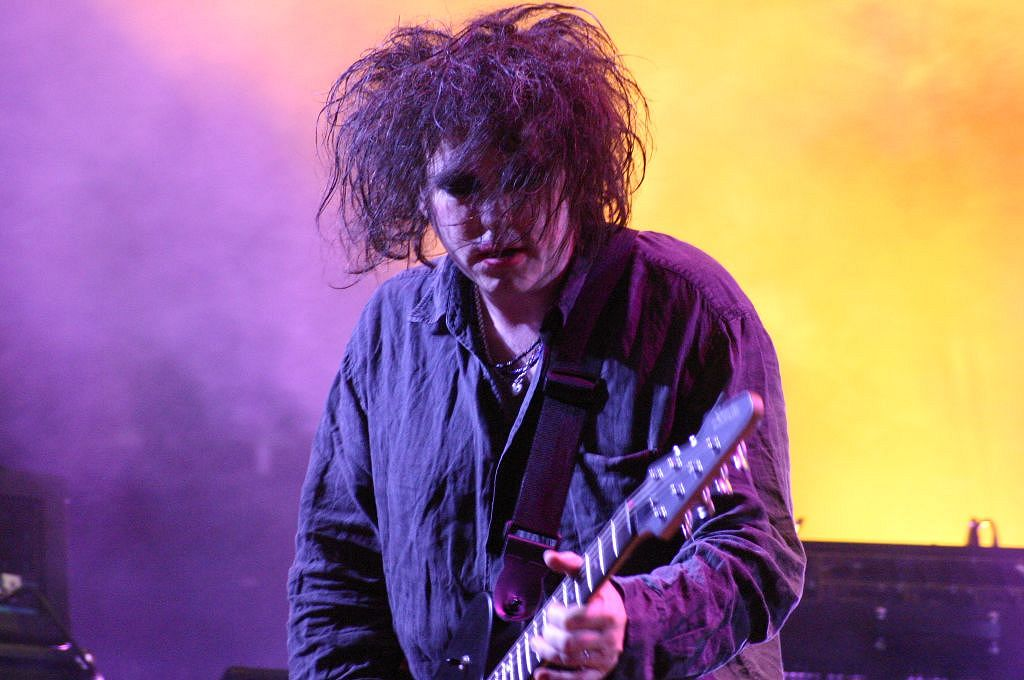
Robert Smith
geboren in 1959

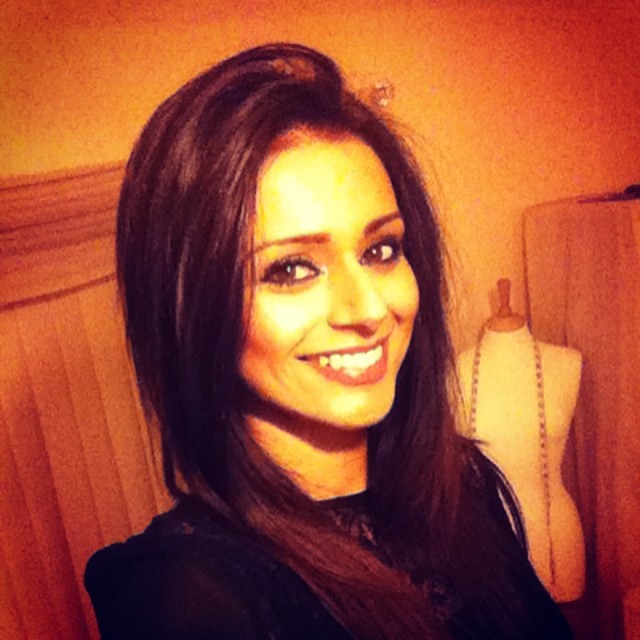
Bhavna Limbachia
geboren in 1984

- 1619 - Jan van Riebeeck, stichter van de eerste Europese kolonie in Zuid-Afrika (overleden 1677)
- 1782 - Friedrich Fröbel, Duits pedagoog (overleden 1852)
- 1810 - Thomas Wright, Engels schrijver (overleden 1877)
- 1914 - Manfred Lachs, Pools jurist en rechter (overleden 1993)
- 1815 - Louise Rasmussen, derde echtgenote van koning Frederik VII van Denemarken (overleden 1874)
- 1816 - Charlotte Brontë, Engels schrijfster (overleden 1855)
- 1864 - Max Weber, Duits econoom, geschiedkundige, rechtsgeleerde en socioloog (overleden 1920)
- 1873 - Philip Collier, 14e premier van West-Australië (overleden 1948)
- 1878 - Antoon Derkzen van Angeren, Nederlands etser, graficus en kunstschilder (overleden 1961)
- 1882 - Percy Williams Bridgman, Amerikaans natuurkundige (overleden 1961)
- 1883 - Kyuzo Mifune, Japans judoka (overleden 1965)
- 1890 - Marc Wright, Amerikaans atleet (overleden 1975)
- 1896 - Victoria Forde, Amerikaans actrice (overleden 1964)
- 1896 - Truus Wijsmuller-Meijer, Nederlands verzetsvrouw (overleden 1978)
- 1900 - Hans Fritzsche, Duits nazipoliticus (overleden 1953)
- 1901 - Herman Van den Reeck, Belgisch politiek geëngageerd student (overleden 1920)
- 1904 - Gijs van Hall, burgemeester van Amsterdam (overleden 1977)
- 1912 - Eve Arnold, Amerikaans persfotografe (overleden 2012)
- 1912 - Feike Asma, Nederlands organist (overleden 1984)
- 1915 - Anthony Quinn, Amerikaans filmacteur (overleden 2001)
- 1917 - Dabbs Greer, Amerikaans acteur (overleden 2007)
- 1917 - Josep Palau i Fabre, Spaans schrijver en dichter (overleden 2008)
- 1918 - Eddy Christiani, Nederlands gitarist en zanger (overleden 2016)
- 1919 - Frank Essed, Surinaams politicus (overleden 1988)
- 1919 - Erika Visser, Nederlands kunstenares (overleden 2007)
- 1920 - Kees Trimbos, Nederlands psychiater (overleden 1988)
- 1922 - Meira Delmar, Colombiaans dichteres (overleden 2009)
- 1922 - Iser Koeperman, Oekraïens wereldkampioen dammen (overleden 2006)
- 1922 - Buddy Pepper, Amerikaans acteur en songwriter (overleden 1993)
- 1922 - Rigardus Rijnhout, langste Nederlander ooit (overleden 1959)
- 1923 - Andrea Domburg, Nederlands actrice (overleden 1997)
- 1923 - Halfdan Mahler, Deens directeur-generaal van de Wereldgezondheidsorganisatie (overleden 2016)
- 1923 - John Mortimer, Engels schrijver (overleden 2009)
- 1925 - Alfred Kelbassa, Duits voetballer (overleden 1988)
- 1925 - Solomon Perel, Duits-Israëlisch auteur (overleden 2023)
- 1926 - Elizabeth II, Brits koningin (overleden 2022)
- 1926 - Henk Neuman, Nederlands journalist en politiek commentator (overleden 2010)
- 1927 - Remo Venturi, Italiaans motorcoureur
- 1929 - Velimir Valenta, Joegoslavisch roeier (overleden 2004)
- 1930 - Hans Ferrée, Nederlands copywriter en schrijver (overleden 2017)
- 1930 - Silvana Mangano, Italiaans filmactrice (overleden 1989)
- 1930 - Jack Taylor, Engels voetbalscheidsrechter (overleden 2012)
- 1931 - Marcel van der Heijden, Nederlands letterkundige
- 1931 - René van Vooren, Nederlands acteur en komiek (overleden 1998)
- 1932 - Angela Mortimer, Brits tennisspeelster
- 1933 - Edelmiro Amante, Filipijns politicus (overleden 2013)
- 1933 - Easley Blackwood, Amerikaans componist/musicoloog/pianist (overleden 2023)
- 1934 - Frits Kalff, Nederlands verzekeraar (overleden 2023)
- 1935 - Charles Grodin, Amerikaans acteur (overleden 2021)
- 1935 - Raoul d'Udekem d'Acoz, Belgisch politicus (overleden 2023)
- 1935 - Thomas Kean, Amerikaans politicus
- 1937 - Vadym Hladoen, Oekraïens basketbalspeler (overleden 2024)
- 1938 - Berthe Meijer, Nederlands journaliste en schrijfster (overleden 2012)
- 1939 - Wim Chamuleau, Nederlands onderwijsdeskundige (overleden 2009)
- 1939 - Nannie Kuiper, Nederlands kinderboekenschrijfster (overleden 2025)
- 1939 - Hilaire Liebaut, Belgisch politicus
- 1939 - Han Reil, Nederlands orgelmaker (overleden 2024)
- 1940 - Robbie Dale, Brits radiodiskjockey (overleden 2021)
- 1941 - Pee Wee Ellis, Amerikaans muzikant (overleden 2021)
- 1942 - Bart Schuil, Nederlands puzzelmaker en bedenker van televisieprogramma’s
- 1943 - Enrico Abrahams, Surinaams politicus en bestuurder (overleden 2010)
- 1943 - Paolo Bergamo, Italiaans voetbalscheidsrechter
- 1943 - Jan de Graaff, Nederlands televisiejournalist (overleden 2014)
- 1944 - Ton Blok, Nederlands atleet en pikeur (overleden 2021)
- 1944 - Eduardo Flores, Argentijns voetballer (overleden 2022)
- 1945 - Ronnie Tober, Nederlands zanger
- 1946 - Jean Thissen, Belgisch voetballer
- 1947 - Iggy Pop, Amerikaans zanger
- 1947 - Rudi Stohl, Oostenrijks rallyrijder
- 1949 - Steve Dorff, Amerikaans songwriter, producer, muziekregisseur en zanger
- 1949 - Hella de Jonge, Nederlands kunstenares
- 1949 - Sheila de Vries, Nederlands modeontwerpster
- 1951 - Tony Danza, Amerikaans acteur
- 1951 - Jan Huisjes, Nederlands wielrenner
- 1952 - Charles den Tex, Nederlands schrijver
- 1953 - Hans Verèl, Nederlands voetballer en voetbaltrainer (overleden 2019)
- 1955 - Toninho Cerezo, Braziliaans voetballer
- 1955 - Erick Mombaerts, Frans voetbalcoach
- 1955 - Tuheitia Paki, zevende Maori-koning (overleden 2024)
- 1956 - Rick DeMont, Amerikaans zwemmer
- 1957 - Jorge Luís Andrade da Silva (Andrade), Braziliaans voetballer
- 1957 - Sabri Saad El Hamus, Nederlands-Egyptisch acteur
- 1958 - Andie MacDowell, Amerikaans actrice
- 1959 - Geerten Ten Bosch, Nederlands grafisch ontwerpster, typografe en illustratrice
- 1959 - Arno Pijpers, Nederlands voetbaltrainer
- 1959 - Robert Smith, Engels muzikant
- 1960 - Liesbeth van Ast, Nederlands atlete
- 1960 - Tom Holliston, Canadees gitarist
- 1960 - Julius Korir, Keniaans atleet
- 1960 - Daniël Vanhessche, Belgisch politicus
- 1961 - Ronald Florijn, Nederlands roeier
- 1962 - Juliëtte de Wijn, Nederlands tv-presentatrice en actrice
- 1962 - Sergej Zaljotin, Russisch piloot en ruimtevaarder
- 1963 - Ari Tegelberg, Fins voetballer (overleden 2000)
- 1964 - Alex Baumann, Canadees zwemmer
- 1964 - Ludmila Engquist, Sovjet-Russisch/Zweeds atlete
- 1965 - Thomas Helmer, Duits voetballer
- 1966 - Jorgo Chatzimarkakis, Duits politicus
- 1966 - Michael Franti, Amerikaans muzikant
- 1966 - André Halter, Zwitsers voetballer
- 1967 - Markus Keller, Zwitsers triatleet
- 1967 - Gianluca Tonetti, Italiaans wielrenner (overleden 2023)
- 1968 - Peter van Vossen, Nederlands voetballer
- 1970 - Emily Bremers, Nederlands vrouw, voormalig vriendin van koning Willem-Alexander
- 1971 - Eric Mabius, Amerikaans acteur
- 1972 - Betje Koolhaas, Nederlands actrice
- 1972 - Gwendal Peizerat, Frans kunstschaatser
- 1972 - Vidar Riseth, Noors voetballer
- 1973 - Olga Kamychleeva, Wit-Russisch-Nederlands damster
- 1973 - Jonathan N'Senga, Belgisch atleet
- 1974 - Jekaterina Grigorjeva, Russisch atlete
- 1975 - Danyon Loader, Nieuw-Zeelands zwemmer
- 1975 - Jürgen Panis, Oostenrijks voetballer
- 1976 - Igors Stepanovs, Lets voetballer
- 1976 - Ronald Vink, Nederlands paralympisch rolstoeltennisser
- 1977 - Rick Hofstra, Nederlands darter
- 1977 - Jamie Salé, Canadees kunstschaatsster
- 1978 - Jukka Nevalainen, Fins drummer
- 1978 - Joelia Petsjonkina, Russisch atlete
- 1978 - Peter Zoïs, Australisch voetbalkeeper
- 1979 - Leung Chu Yan, Hongkongs tafeltennisser
- 1979 - Gavin Cronje, Zuid-Afrikaans autocoureur
- 1979 - Tobias Linderoth, Zweeds voetballer
- 1980 - Emily Brydon, Canadees alpineskiester
- 1981 - Mads Junker, Deens voetballer
- 1981 - Kim Lammers, Nederlands hockeyer
- 1982 - Nathalie Meskens, Belgisch actrice
- 1983 - Paweł Brożek, Pools voetballer
- 1983 - Mendy Meenderink, Nederlands paralympisch sportster
- 1983 - Patrick Prévot, Belgisch politicus
- 1984 - Jennifer Dahlgren, Argentijns atlete
- 1984 - Colin Fleming, Amerikaans autocoureur
- 1984 - Dominik Jackson, Brits autocoureur
- 1984 - Bhavna Limbachia, Engels actrice
- 1984 - Grégory Mallet, Frans zwemmer
- 1984 - Michael Tinsley, Amerikaans atleet
- 1985 - Takuro Fujii, Japans zwemmer
- 1985 - Theoharis Trasha, Albanees gewichtheffer
- 1986 - Stanley Biwott, Keniaans atleet
- 1986 - Thiago Cionek, Pools-Braziliaans voetballer
- 1986 - Fanny Smets, Belgisch atlete
- 1987 - Pietro Gandolfi, Italiaans autocoureur
- 1987 - Leroy George, Nederlands voetballer
- 1988 - Robbie Amell, Canadees acteur
- 1988 - Ricky Berens, Amerikaans zwemmer
- 1988 - Jonathan Summerton, Amerikaans autocoureur
- 1988 - Ibrahima Traoré, Guinees voetballer
- 1988 - Pedro Mosquera, Spaans voetballer
- 1989 - Carlos Muñoz, Chileens voetballer
- 1990 - Aleksandar Prijović, Servisch voetballer
- 1990 - Tunay Torun, Duits-Turks voetballer
- 1991 - Frank Dillane, Engels acteur
- 1992 - David Fumanelli, Italiaans autocoureur
- 1993 - Francesco De Fabiani, Italiaans langlaufer
- 1994 - Santiago Palacios, Mexicaans voetballer
- 1995 - Amber Pate, Australisch wielrenster
- 1996 - Luisa Neubauer, Duits klimaatactiviste
- 1996 - Esmee Vermeulen, Nederlands zwemster
- 1998 - Samuela Comola, Italiaans biatlete
- 1998 - Joey Konings, Nederlands voetballer
- 1999 - Lianne Bruijs, Nederlands voetbalster
- 1999 - Katrin Klujber, Hongaars handbalster
- 1999 - Géraldine Reuteler, Zwitsers voetbalster
- 1999 - Hannes Wolf, Oostenrijks voetballer
- 2000 - Saartje Corteyn, Belgisch schermster
- 2000 - Lucie Ferauge, Belgisch atlete
- 2000 - Théo Leoni, Belgisch voetballer
- 2003 - Jill Duijzer, Nederlands voetbalster
- 2003 - Xavi Simons, Nederlands voetballer
- 2004 - Nil Gimeno, Spaans wielrenner
- 2004 - Joel Ordóñez, Ecuadoraans voetballer
- 2004 - Mare Westerink, Nederlands voetbalster
- 2005 - Iris de Rouw, Nederlands voetbalster
- 2006 - Veerle Buurman, Nederlands voetbalster
- 2006 - Liv Rademaker, Nederlands voetbalster
- 2007 - Isabella van Denemarken, dochter van prins Frederik en prinses Mary van Denemarken

## Overleden

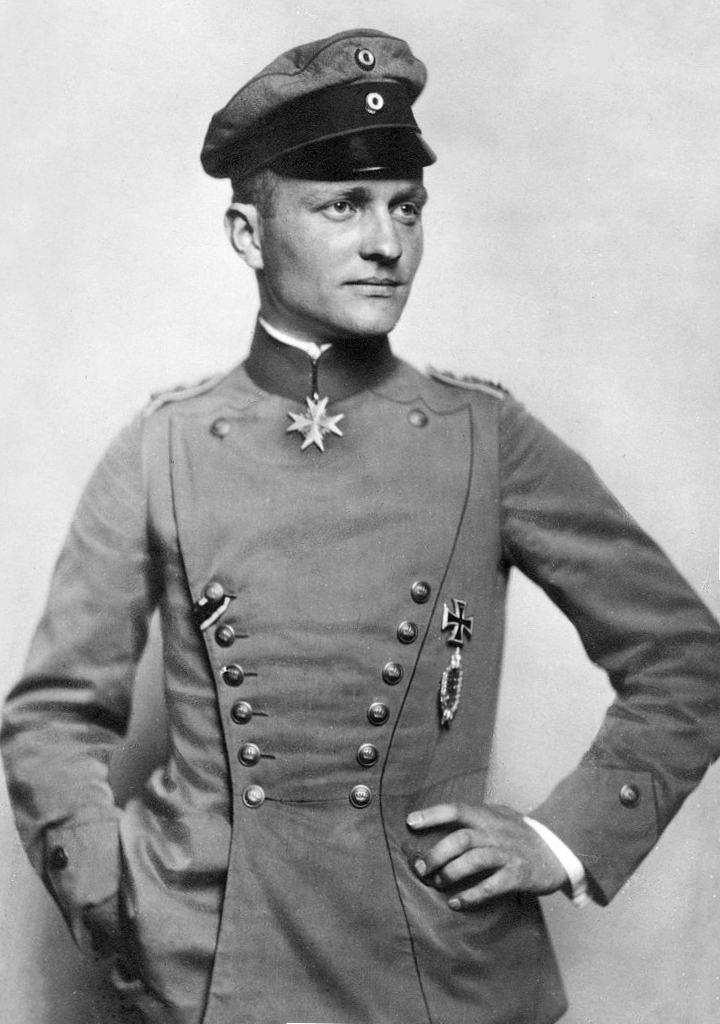
Manfred von Richthofen
overleden in 1918

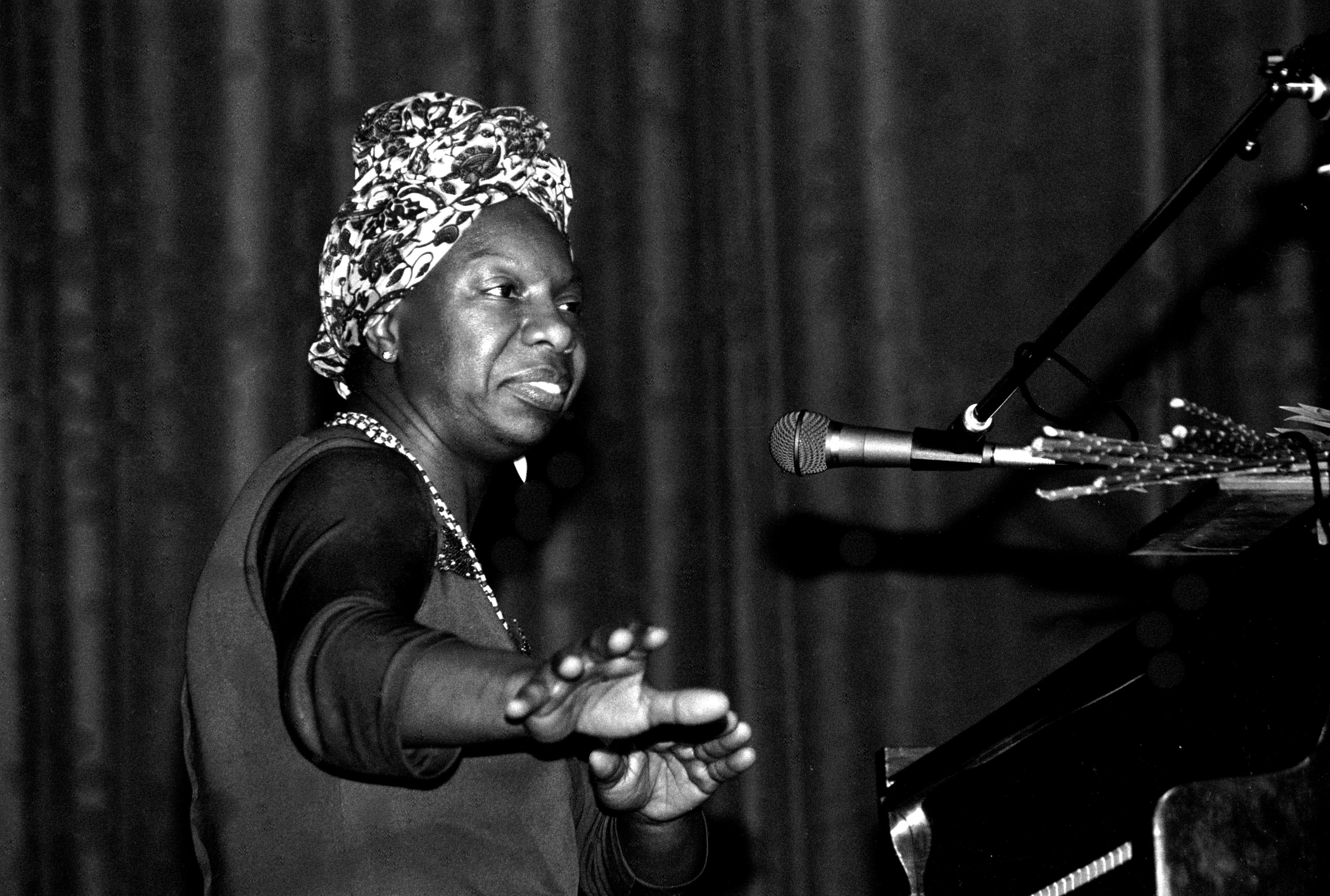
Nina Simone
overleden in 2003

Juan Antonio Samaranch
overleden in 2010

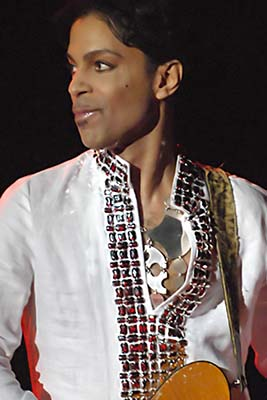
Prince
overleden in 2016

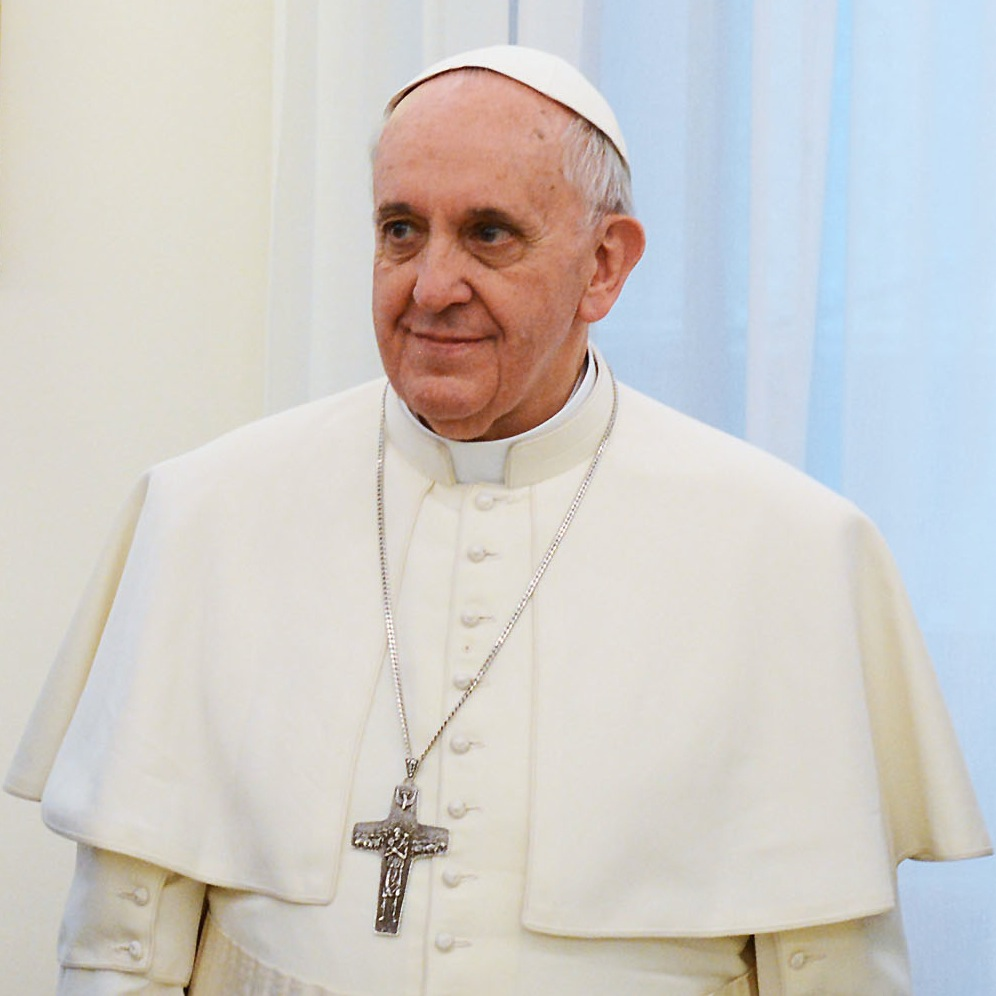
Paus Franciscus overleden in 2025

- 586 - Leovigild, koning van de Visigoten
- 1073 - Paus Alexander II
- 1109 - Anselmus van Canterbury, Aartsbisschop van Canterbury
- 1142 - Petrus Abaelardus (Pierre Abélard) (ong. 62), middeleeuws Frans theoloog en filosoof
- 1509 - Hendrik VII (52), koning van Engeland
- 1574 - Cosimo I de' Medici (54), eerste groothertog van Florence
- 1730 - Jan Palfijn (79), Belgisch verloskundige
- 1730 - Jean Racine (59), Frans schrijver
- 1831 - Josef August Schultes (58), Oostenrijks botanicus en hoogleraar
- 1839 - Sebastián Lerdo de Tejada (69), Mexicaans president (1872-1876)
- 1910 - Mark Twain (74), Amerikaans schrijver
- 1918 - Manfred von Richthofen (25), Duits gevechtspiloot
- 1927 - Hugo Schuchardt (85), Duits filoloog
- 1930 - Robert Bridges (85), Engels dichter
- 1932 - Gustav Keller (64), Zwitsers politicus
- 1932 - Friedrich Gustav Piffl (67), Oostenrijks kardinaal-aartsbisschop van Wenen
- 1934 - Carl Smulders (70), Nederlands-Belgisch componist en schrijver
- 1944 - Hans-Valentin Hube (53), Duits generaal
- 1945 - Walter Model (54), Duits veldmaarschalk
- 1946 - John Maynard Keynes (62), Brits econoom
- 1948 - Aldo Leopold (61), Amerikaans ecoloog en natuurbeschermer
- 1952 - Richard Stafford Cripps (62), Brits politicus
- 1954 - Ramon Diokno (68), Filipijns senator en rechter
- 1962 - Agnes Henningsen (93), Deens auteur en activiste voor seksuele vrijheid
- 1969 - Rudolf Amelunxen (80), Duits politicus
- 1965 - Edward Victor Appleton (72), Brits natuurkundige en Nobelprijswinnaar
- 1971 - François Duvalier (64), Haïtiaans president-dictator
- 1978 - Sandy Denny (30), Engels zangeres
- 1980 - Aleksandr Oparin (86), Russisch biochemicus
- 1981 - Sixto Orosa sr. (89) Filipijns arts en schrijver
- 1989 - Jón Gunnar Árnason (57), IJslands beeldhouwer
- 1990 - Erté (97), Russisch-Frans ontwerper
- 1991 - Willi Boskovsky (81), Oostenrijks dirigent en violist
- 1992 - Väinö Linna (71), Fins schrijver
- 1992 - Vladimir Kirillovitsj van Rusland (74), Russisch troonpretendent
- 1996 - Dzjochar Doedajev (52), Tsjetsjeens politicus
- 1997 - Diosdado Macapagal (86), Filipijns president
- 1998 - Egill Jacobsen (87), Deens kunstenaar
- 1998 - Jean-François Lyotard (73), Frans filosoof
- 1999 - Charles Rogers (94), Amerikaans acteur en muzikant
- 2000 - Richard Menapace (85), Oostenrijks wielrenner
- 2001 - David Hollestelle (84), Nederlands baritonzanger
- 2002 - Verné Lesche (84), Fins schaatsster
- 2003 - Nina Simone (70), Amerikaans zangeres en pianiste
- 2004 - Mohamad Ali Dimaporo (85), Filipijns politicus
- 2004 - Peter Bander van Duren (74), Brits heraldicus en uitgever
- 2004 - Zbyšek Bittmar (69), Tsjechische componist en dirigent
- 2004 - Karl Hass (91), Duits militair en oorlogsmisdadiger
- 2005 - Zhang Chunqiao (88), Chinees oud-lid van de Bende van Vier
- 2006 - Telê Santana (74), Braziliaans voetballer en voetbalcoach
- 2007 - Jef Van den Berg (89), Belgisch componist, pianist, muziekleraar, televisieregisseur en televisieproducent
- 2007 - Parry O'Brien (75), Amerikaans atleet
- 2008 - Alphons Castermans (84), Nederlands hulpbisschop
- 2008 - Angèle Manteau (97), Belgisch uitgeefster
- 2009 - Santha Rama Rau (86), Indiaas-Amerikaans schrijfster
- 2009 - Viliam Veteška (55), Slowaaks politicus
- 2010 - Juan Antonio Samaranch (89), Spaans politicus, diplomaat en (sport)bestuurder
- 2011 - Tine Halkes (90), Nederlands theologe
- 2013 - Shakuntala Devi (83), Indiaas schrijfster en rekenwonder
- 2013 - Leopold Engleitner (107), Oostenrijks concentratiekampoverlevende
- 2013 - Kriyananda (86), Roemeens-Italiaans religieus leider
- 2014 - Win Tin (85), Myanmarees activist, politicus en journalist
- 2015 - John Moshoeu (49), Zuid-Afrikaans voetballer
- 2016 - Prince (57), Amerikaans gitarist, zanger en artiest
- 2017 - Magdalena Abakanowicz (86), Pools beeldhouwster en textielkunstenares
- 2017 - Ugo Ehiogu (44), Engels voetballer
- 2018 - Nelson Pereira dos Santos (89), Braziliaans filmregisseur
- 2018 - Nabi Tajima (117), Japans supereeuwelinge, oudste persoon ter wereld
- 2018 - Verne Troyer (49), Amerikaans acteur
- 2019 - Hannelore Elsner (76), Duits actrice
- 2019 - Steve Golin (64), Amerikaans producent
- 2019 - Harry Hentenaar (82), Nederlands voetballer
- 2019 - Polly Higgins (50), Brits advocate en milieuactiviste
- 2019 - Ken Kercheval (83), Amerikaans acteur
- 2019 - Arie Oostlander (83), Nederlands politicus
- 2020 - Florian Schneider (73), Duits muzikant
- 2020 - Koos van den Berg (77), Nederlands politicus
- 2020 - Jacques Pellen (63), Frans jazzgitarist en componist
- 2021 - Rik Andries (84), Belgisch acteur
- 2021 - Håkon Brusveen (93), Noors langlaufer
- 2021 - Thomas Fritsch (77), Duits (stem)acteur en schlagerzanger
- 2021 - Henri Mouton (87), Belgisch politicus
- 2022 - Mwai Kibaki (90), Keniaans politicus
- 2022 - Jacques Perrin (80), Frans acteur
- 2023 - Ivan Moscovich (96), Joegoslavisch-Nederlands speelgoed- en spelontwerper
- 2023 - John Tranter (79), Australisch dichter
- 2024 - Jean-Marie Aerts (72), Belgisch muzikant
- 2025 - Paus Franciscus (88), sinds 2013 leider van de Rooms-Katholieke Kerk
- 2025 - Willem den Ouden (97), Nederlands kunstenaar

## Viering/herdenking

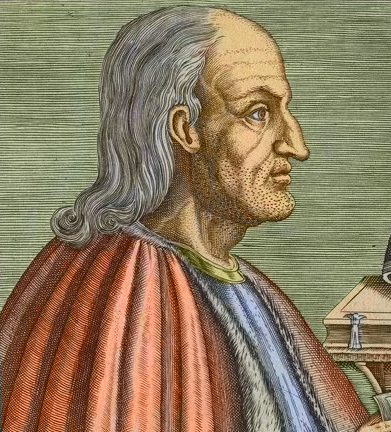
Anselmus van Canterbury

- 147 - 900e verjaardag van de stichting van Rome
- 247 - 1000e verjaardag van de stichting van Rome
- Pasen in 1585, 1647, 1658, 1669, 1680, 1715, 1726, 1737, 1867, 1878, 1889, 1935, 1946, 1957, 2019, 2030, 2052.
- Rooms-katholieke kalender:
  - Heilige Anselmus van Canterbury († 1109) - Vrije Gedachtenis
  - Heilige Anastaas I (van Antiochië) († 599)
  - Heilige Anastasius de Sinaïet († na 700)
  - Heilige Wolbodo († 1021)
  - Heilige Koenraad van Parzham († 1894)

## Weerextremen

### Nederland
| | Officiële records | Officiële records | Officiële records |      | Landelijke records | Landelijke records | Landelijke records                    |
| Gebeurtenis | Jaar              | Extreem           | Locatie           | Jaar | Extreem            | Locatie            |                                       |
| --- | ----------------- | ----------------- | ----------------- | ---- | ------------------ | ------------------ | ------------------------------------- |
| Laagste etmaalgemiddelde temperatuur (°C) | 1929              | 3,7               | De Bilt           |      | 1908               | 2,1                | Maastricht                            |
| Hoogste etmaalgemiddelde temperatuur (°C) | 1968              | 18,8              | De Bilt           |      | 1968               | 21,6               | Maastricht                            |
| Laagste minimumtemperatuur (°C) | 1991              | −4,8              | De Bilt           |      | 1991               | −7,9               | Heino                                 |
| Hoogste minimumtemperatuur (°C) | 1963              | 10,3              | De Bilt           |      | 1968               | 14,6               | Maastricht                            |
| Laagste maximumtemperatuur (°C) | 1903              | 6,9               | De Bilt           |      | 1917, 1951         | 5,9                | De Kooy                               |
| Hoogste maximumtemperatuur (°C) | 1968              | 27,8              | De Bilt           |      | 1968               | 30,5               | Volkel                                |
| Hoogste uurgemiddelde windsnelheid (m/s) | 1947              | 12,9              | De Bilt           |      | 1920               | 19,0               | Vlissingen                            |
| Hoogste windstoot (m/s) | 1960, 1970        | 17,0              | De Bilt           |      | 2024               | 26,0               | Hoek van Holland                      |
| Langste zonneschijnduur (uur) | 1997              | 13,4              | De Bilt           |      | 2005 2020          | 13,5               | Leeuwarden Lauwersoog, Wilhelminadorp |
| Langste neerslagduur (uur) | 1969              | 10,8              | De Bilt           |      | 1970               | 13,3               | Vlissingen                            |
| Hoogste etmaalsom van de neerslag (mm) | 1983              | 10,9              | De Bilt           |      | 1983               | 23,1               | Eelde                                 |
| Laagste etmaalgemiddelde relatieve vochtigheid (%) | 2020              | 40                | De Bilt           |      | 1996               | 29                 | Twenthe                               |
| Laagste uurwaarde luchtdruk op zeeniveau (hPa) | 1969              | 985,2             | De Bilt           |      | 1969               | 984,3              | De Kooy, Schiphol, Vlissingen         |
| Hoogste uurwaarde luchtdruk op zeeniveau (hPa) | 1919              | 1037,9            | De Bilt           |      | 1919               | 1038,6             | Vlissingen                            |
| Officiële records worden altijd gemeten op het KNMI-weerstation in De Bilt. Landelijke records kunnen worden gemeten op elk officieel KNMI-weerstation in Nederland. |                   |                   |                   |      |                    |                    |                                       |

Uitzonderlijke gebeurtenissen
- 1901 - Eerste officiële warme dag van het jaar (maximumtemperatuur ≥ 20 °C in De Bilt)
- 1901 - Eerste landelijke warme dag van het jaar gemeten in De Bilt (maximumtemperatuur ≥ 20 °C op een officieel weerstation)
- 1912 - Eerste officiële warme dag van het jaar (maximumtemperatuur ≥ 20 °C in De Bilt)
- 1968 - Landelijk maandrecord hoogste etmaalgemiddelde temperatuur in °C van april gemeten in Maastricht: 21,6
- 1968 - Landelijk maandrecord hoogste maximumtemperatuur in °C van april gemeten in Volkel: 30,5
- 1984 - Eerste officiële warme dag van het jaar (maximumtemperatuur ≥ 20 °C in De Bilt)
- 2011 - Eerste officiële zomerse dag van het jaar (maximumtemperatuur ≥ 25 °C in De Bilt)
- 2023 - Landelijk hoogste etmaalgemiddelde temperatuur in °C van april dit jaar gemeten in Eelde: 14,1
- 2023 - Officieel hoogste windstoot in m/s van april dit jaar gemeten in De Bilt: 16,0. Samen met 11 april
- 2023 - Landelijk hoogste windstoot in m/s van april dit jaar gemeten in Wijdenes: 24,0. Samen met 12 april
- 2023 - Eerste landelijke warme dag van het jaar gemeten in Eelde en Nieuw Beerta (maximumtemperatuur ≥ 20 °C op een officieel weerstation)

### België
Dagrecords
- 1881 - Laagste etmaalgemiddelde temperatuur 2,4 °C
- 1968 - Hoogste etmaalgemiddelde temperatuur 21,6 °C. Dit is de warmste dag ooit in de maand april.
- 1991 - Laagste minimumtemperatuur −2,4 °C
- 1968 - Hoogste maximumtemperatuur 27,2 °C
- 1916 - Hoogste etmaalsom van de neerslag 17,7 mm

Uitzonderlijke gebeurtenissen
- 1913 - Voor Bastogne is dit de laatste vorstdag. Dit is zeer vroeg voor deze streek.
- 1968 - Temperatuurmaximum van 30,2 °C in Kleine-Brogel (Peer).

<< · 1 · 2 · 3 · 4 · 5 · 6 · 7 · 8 · 9 · 10 · 11 · 12 · 13 · 14 · 15 · 16 · 17 · 18 · 19 · 20 · 21 · 22 · 23 · 24 · 25 · 26 · 27 · 28 · 29 · 30 · >>